# Muzeum Stefana Żeromskiego w Nałęczowie
Muzeum Stefana Żeromskiego w Nałęczowie – muzeum biograficzno-literackie, filia Muzeum Literackiego w Nałęczowie, oddział Muzeum Narodowego w Lublinie. Poświęcone jest osobie i twórczości Stefana Żeromskiego.
Muzeum zostało otwarte staraniem żony pisarza, Oktawii z Radziwiłłowiczów Żeromskiej 17 czerwca 1928 r. w dawnej pracowni Żeromskiego. Została ona zaprojektowana przez Jana Koszczyca-Witkiewicza w 1905 roku. Jest to jednoizbowy dom w stylu zakopiańskim, na wysokiej kamiennej podmurówce, o konstrukcji wieńcowej z gankiem i dachem krytym gontem. Chata została wybudowana za honorarium otrzymane za powieść Popioły i była letnim domem pisarza. To tam została ukończona powieść Dzieje grzechu. Również w tym domu została napisana Duma o hetmanie, Słowo o bandosie czy też Róża.
Za domem w ogrodzie znajduje się Mauzoleum Adama Żeromskiego, syna Oktawii i Stefana.

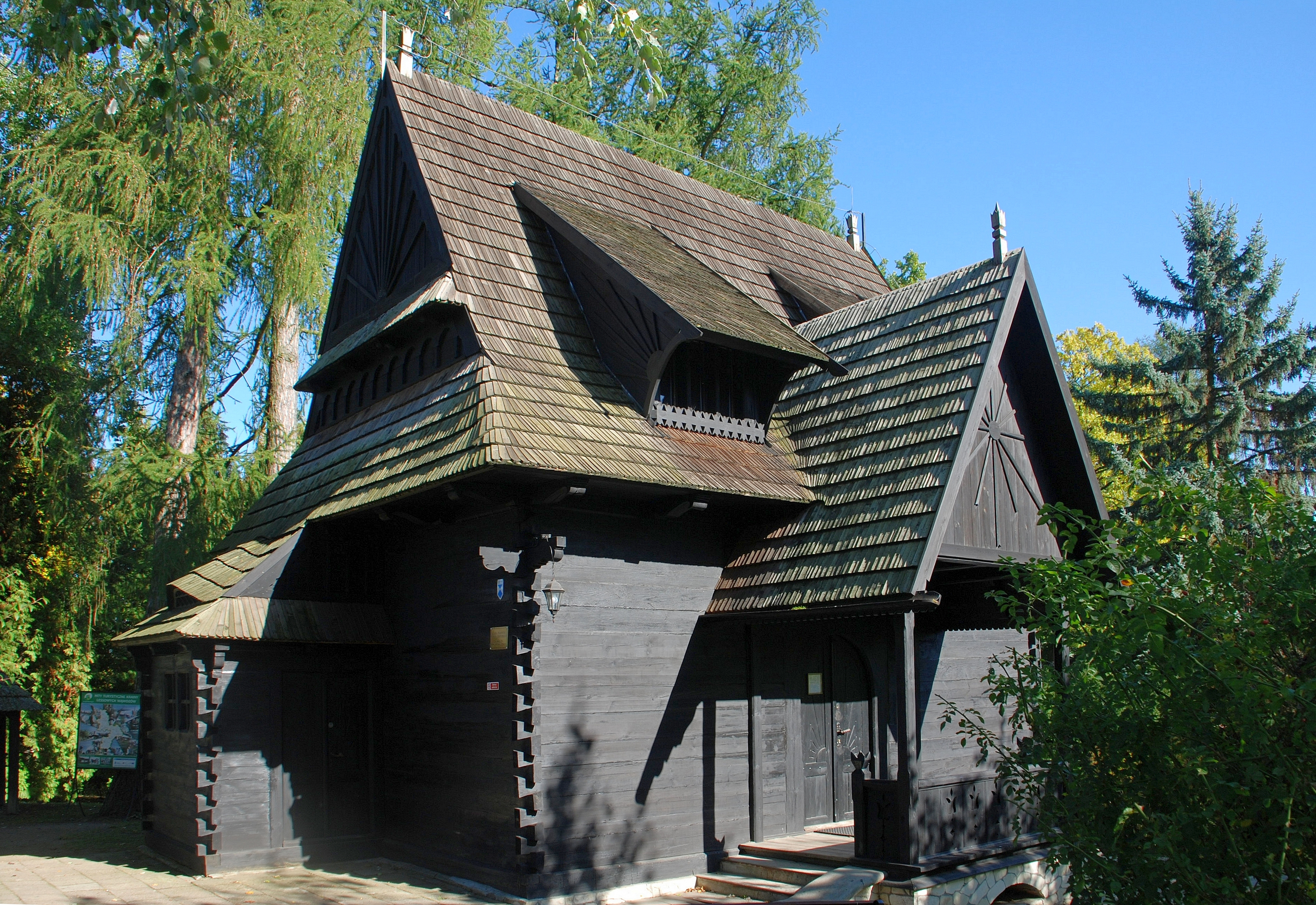
Muzeum, elewacja frontowa
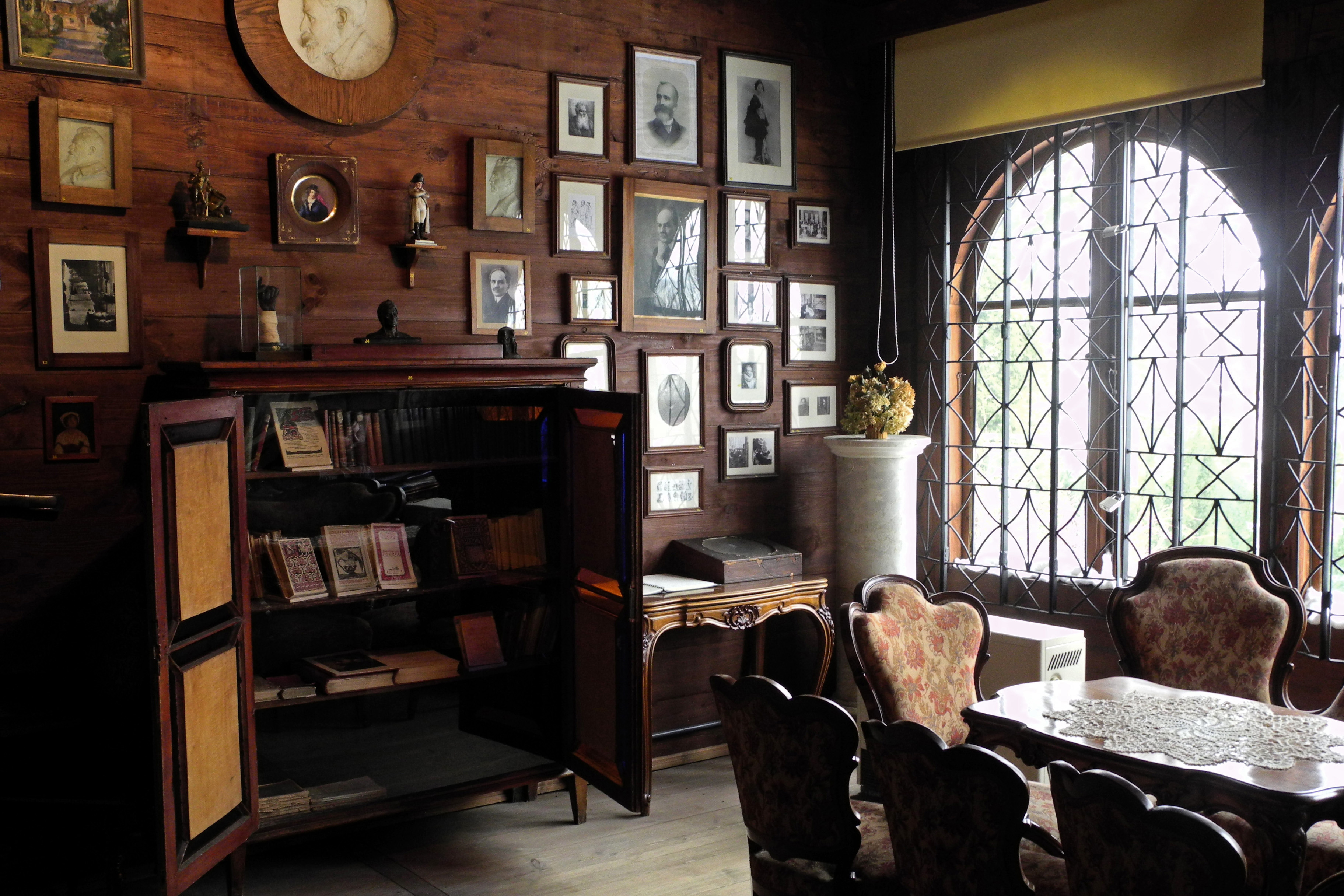
Wnętrze
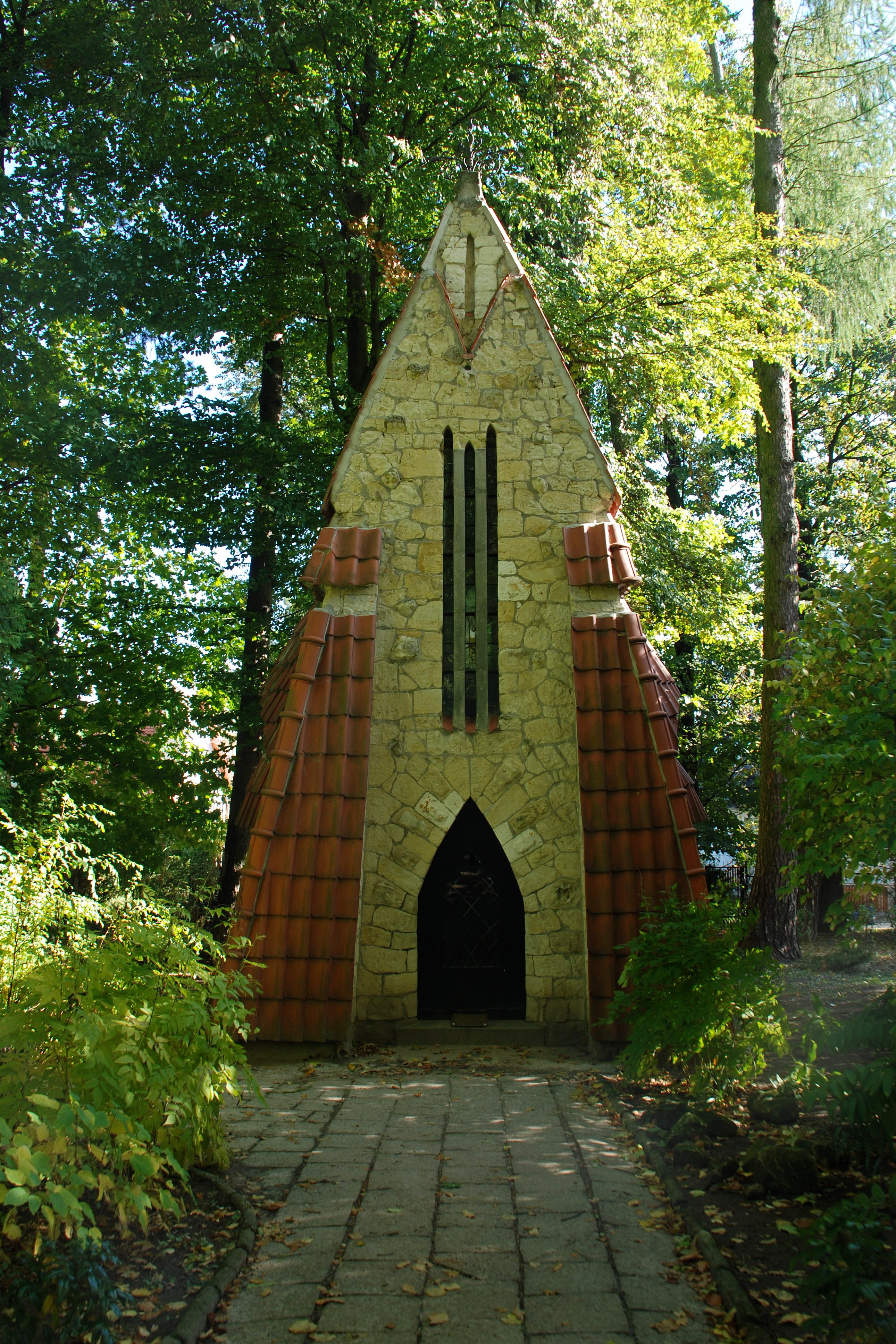
Mauzoleum Adama Żeromskiego